# Ketu

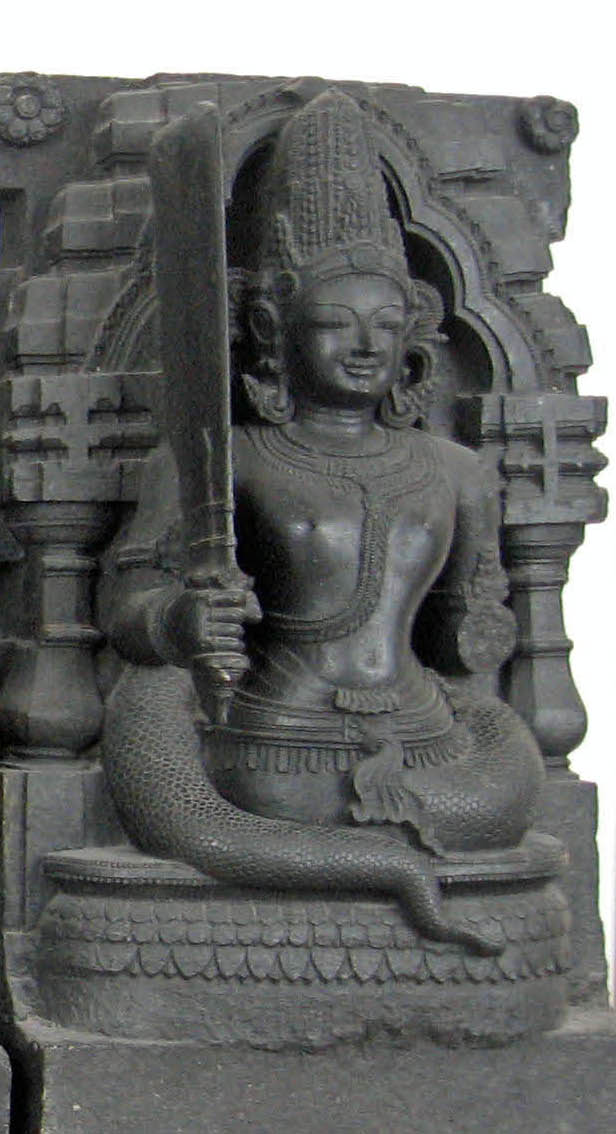
Ketu, Dämon des absteigenden Mondknoten

Ketu   (Sanskrit केतु ketu m.)  ist im Hinduismus einer der personifizierten Planeten (Navagraha). Als der absteigende Mondknoten ist er der neunte Planet in der indischen Astronomie. Ketu ist auch der Verursacher von Meteoren und Kometen. Wie sein Bruder Rahu gehört er zu den dämonischen Daityas.

## Mythos
Ketu ist aus dem Körper des Rahu entstanden. Dieser hatte sich beim Quirlen des Milchozeans unter die Götter gemischt und dadurch einen Tropfen des Unsterblichkeitstrankes Amrita getrunken, weshalb er unsterblich wurde, obschon Vishnu ihm den Kopf abschlug. Der Kopf lebt als Rahu weiter und ist der dunkle Planet des aufsteigenden Mondknotens, während der Leib als Ketu weiterlebt. Ketus Wagen wird von acht schmutzroten Pferden gezogen.